# Cambridgea mercurialis
Cambridgea mercurialis là một loài nhện trong họ Stiphidiidae.
Loài này thuộc chi Cambridgea. Cambridgea mercurialis được A. D. Blest & C. J. Vink miêu tả năm 2000.